# Ester Boserup
Ester Boserup, née Børgesen le 18 mai 1910 à Copenhague et morte le 24 septembre 1999, est une économiste danoise, diplômée de l'université de Copenhague, où elle a étudié la sociologie et l'économie agricole. Elle travaille dans plusieurs organisations internationales dont l'ONU, et est l'auteur de plusieurs ouvrages d'analyse économique très influents. Elle contribue également de façon notable au débat sur le thème des femmes dans le monde du travail, en traitant notamment de la division genrée du travail.

## L'anti-Malthus
Dans la seconde moitié du XXe siècle, alors que le contexte était à la panique face à l'explosion démographique dans les pays du « tiers monde », Ester Boserup dénonça les théories malthusiennes qui annonçaient une famine mondiale.
Son travail le plus connu est Évolution agraire et pression créatrice (The Conditions of agricultural growth, 1965). Elle y présente une analyse dynamique de tous les types d’agriculture primitive.
Ce faisant, elle réfuta la proposition de Thomas Malthus selon laquelle les méthodes agraires définissaient la taille de la population (fonction de la nourriture disponible). Elle démontra au contraire que c’est la pression démographique qui impose l’évolution des techniques agraires. En bref, « la nécessité est la mère de l’invention ». Selon elle, et au contraire de la pensée dominante de l'époque, la croissance démographique peut ainsi être positive.
Cette théorie a été contestée sur la base d'un certain nombre d'exemples historiques (France médiévale, disparition de certaines civilisations mésopotamiennes). Mais elle reste largement utilisée dans les débats sur les conditions du développement économique dans les pays du tiers monde et les discussions sur le développement durable.

## Le rôle des femmes dans le développement économique
Selon Ester Boserup, les femmes sont égales aux hommes, donc il n'y a pas de différence de sexe à tenir - en d'autres termes, le développement n'est pas plus de la responsabilité des hommes que de celle des femmes.

## Travaux
- Évolution agraire et pression démographique, trad. française de 1970, 224 p., coll. Nouvelle bibliothèque scientifique, Flammarion,  (ISBN 2-08-210164-9) - Édition originale en anglais : The Conditions of Agricultural Growth. The Economics of Agriculture under Population Pressure. 124 pp. London and New York 1965.
- La Femme face au développement économique (avec Marie-Catherine Marache), coll. Sociologie d'aujourd'hui, Puf, 2001, 315 pages,  (ISBN 2-13-037719-X) - Édition originale en anglais : Woman's Role in Economic Development. 283 pp. London and New York, 1970.
- Economic and Demographic Relationships in Development. Essays selected and introduced by T. Paul Schultz. 307 pp. Johns Hopkins University Press, 1990.
- Population and Technological Change. A Study of Long-Term Trends. 245 pp. University of Chicago Press and Blackwell, 1981.